# Dornach
Dornach este o comună în districtul Dorneck din cantonul Solothurn, Elveția.
În acest loc s-a desfășurat în 1499 bătălia de la Dornach, care a încheiat războiul șvab și a asigurat independența Vechii Confederații Elvețiene față de Sfântul Imperiu Roman.